# Chaptalia cordifolia
Chaptalia cordifolia là một loài thực vật có hoa trong họ Cúc. Loài này được (Baker) Cabrera mô tả khoa học đầu tiên năm 1973.